# Bereziwka (hromada Bereziwka)
Bereziwka (ukr. Березівка, hist. pol. Berezówka) – wieś na Ukrainie, w obwodzie żytomierskim, w rejonie żytomierskim, siedziba hromady. W 2001 liczyła 1967 mieszkańców.